# Lycoteuthis springeri
Lycoteuthis springeri är en bläckfiskart som först beskrevs av Voss 1956.  Lycoteuthis springeri ingår i släktet Lycoteuthis och familjen Lycoteuthidae. Inga underarter finns listade i Catalogue of Life.